# November 1978
Portal Geschichte | Portal Biografien | Aktuelle Ereignisse | Jahreskalender | Tagesartikel

◄ |
19. Jahrhundert |
20. Jahrhundert
| 21. Jahrhundert

◄ |
1940er |
1950er |
1960er |
1970er
| 1980er | 1990er | 2000er | ►

◄ |
1974 |
1975 |
1976 |
1977 |
1978
| 1979 | 1980 | 1981 | 1982 | ►

◄ |
August 1978 |
September 1978 |
Oktober 1978 |
November 1978 |
Dezember 1978 |
Januar 1979 |
Februar 1979 |
►
Dieser Artikel behandelt aktuelle Nachrichten und Ereignisse im November 1978.

## Tagesgeschehen

### Mittwoch, 1. November 1978
- Bonn/Deutschland: Der Regierende Bürgermeister von Berlin Dietrich Stobbe (SPD) tritt sein Amt als Präsident des Bundesrates an.[1]

### Donnerstag, 2. November 1978
- Karagandinskaja Oblast/Sowjetunion: Mit der geglückten Landung des Raumschiffs Sojus 7K-T in der Mission Sojus 31 stellen die sowjetischen Raumfahrer Alexander Iwantschenkow und Wladimir Kowaljonok einen neuen Dauerflugrekord in der bemannten Raumfahrt auf. Sie waren als erste Menschen über 100 Tage am Stück im Weltall, insgesamt jeweils 139 Tage.[2]

### Sonntag, 5. November 1978

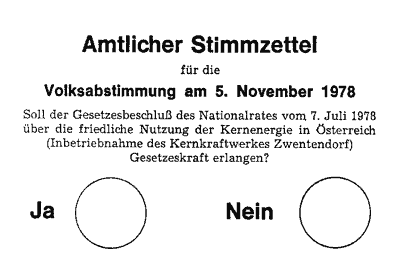
Stimmzettel zur Zukunft des KKW Zwentendorf

- Wien/Österreich: In einer bundesweiten Volksabstimmung über die Inbetriebnahme des Kernkraftwerks Zwentendorf lehnen 50,5 % der Wähler die Nutzung von Kernenergie in Österreich für zivile Zwecke ab. Für das bereits fertiggestellte Kraftwerk bei Zwentendorf gibt es nach dem Votum keine Verwendung mehr.[3]

### Montag, 6. November 1978
- München/Deutschland: Der Bayerische Landtag wählt den langjährigen deutschen Bundesminister und amtierenden CSU-Vorsitzenden Franz Josef Strauß zum Bayerischen Ministerpräsidenten.[4]

### Dienstag, 7. November 1978
- Chikmagalur/Indien: Die ehemalige Premierministerin Indira Gandhi von der Partei Indischer Nationalkongress setzt sich in einer Nachwahl zum Abgeordnetenhaus gegen Veerendra Patil von der Janata Party durch und kehrt auf die nationale politische Bühne zurück. Wegen ihres Verhaltens während des Ausnahmezustands in Indien von 1975 bis 1977 sind Gandhi und ihr Sohn Gegenstand laufender Ermittlungen.[5]
- Washington, D.C./Vereinigte Staaten: Die Wahlen zum Repräsentantenhaus und zum Senat, auch bekannt als midterm elections (deutsch Halbzeitwahlen), ergeben rund zwei Jahre nach Amtsantritt des demokratischen US-Präsidenten Jimmy Carter einen leichten Umschwung Richtung Republikanische Partei. Dennoch bleiben die Demokraten im Repräsentantenhaus mit 278 zu 157 Sitzen deutlich in der Mehrheit und behalten ihre Vorherrschaft auch im Senat.[6]

### Mittwoch, 8. November 1978
- Nairobi/Kenia: Der Interimspräsident Daniel arap Moi, Gründer der Partei Afrikanische Demokratische Union und inzwischen Vorsitzender der Afrikanischen Nationalen Union, ist der einzige zugelassene Bewerber bei der heutigen Wahl des Staatspräsidenten Kenias, in welcher er schließlich die Zustimmung erhält, um sein Amt mit der erforderlichen Legitimität führen zu können.[7]

### Sonntag, 12. November 1978
- Tirana/Albanien: Die von der kommunistischen Partei der Arbeit zusammengestellte „Nationale Front“ unter Führung von Diktator Enver Hoxha erhält bei der Wahl zum Parlament 99,99 % der Stimmen.[8]

### Samstag, 18. November 1978

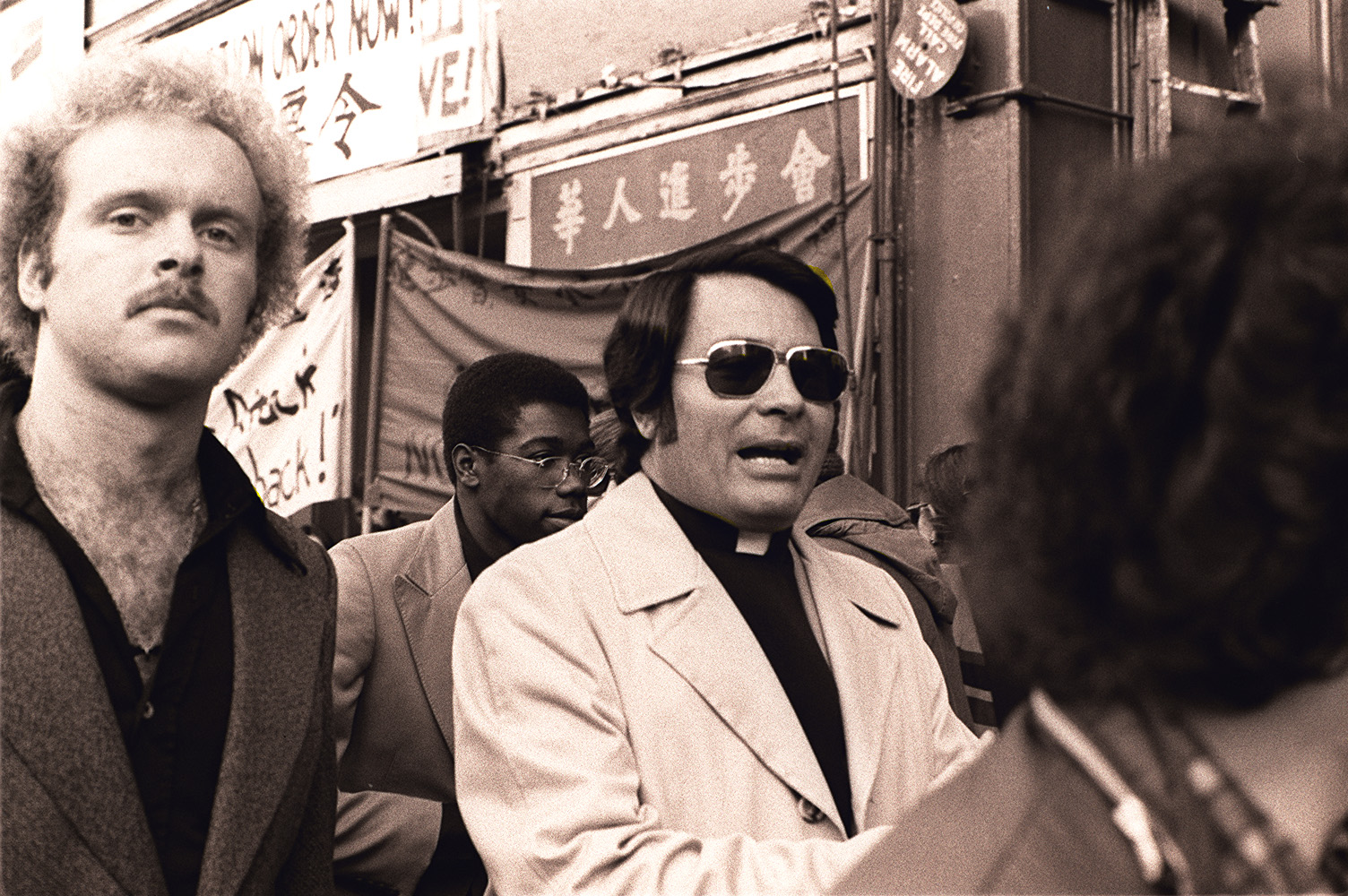
Jim Jones (rechts)

- Barima-Waini/Guyana: In der von Jim Jones gegründeten Siedlung Jonestown im Nordwesten des Landes kommen bei der teilweise erzwungenen Selbsttötung und Ermordung von Mitgliedern der aus den Vereinigten Staaten stammenden neureligiösen Gruppe Peoples Temple über 900 Menschen ums Leben. Die meisten der Angehörigen der Opfer haben seit Monaten keine Informationen zum Aufenthaltsort ihrer Verwandten.[9]

### Sonntag, 19. November 1978

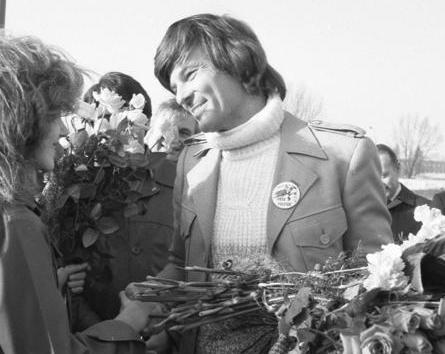
Dean Reed

- Schönefeld/Deutschland: Der amerikanische Schauspieler und Sänger Dean Reed kehrt aus den Vereinigten Staaten in die DDR zurück, in der er seit 1973 lebt und wo er als „singender Cowboy“ oder als „roter Elvis“ bezeichnet wird. In den Vereinigten Staaten saß er zuletzt im Gefängnis, weil er aus Solidarität mit Landwirten im Bundesstaat Minnesota in einen Hungerstreik trat.[10]

### Mittwoch, 22. November 1978
- Lissabon/Portugal: Nachdem Präsident António Ramalho Eanes (PRD) die Regierung des parteilosen Premierministers Alfredo Nobre da Costa für gescheitert erklärte und Carlos Mota Pinto (Sozialdemokraten) zu dessen Nachfolger ernannte, spricht das Parlament der neuformierten Regierung das Vertrauen aus. Wie Nobre da Costa muss auch Mota Pinto bei jeder einzelnen Abstimmung um die parlamentarische Mehrheit kämpfen, da sich keine der Parteien auf eine Regierungskoalition einlassen wollte.[11]

### Donnerstag, 23. November 1978
- Moskau/Sowjetunion: Der Politische Beratende Ausschuss des Militärbündnisses Warschauer Pakt beschließt „zur Sicherung des Friedens in Europa“ die militärische Aufrüstung in seinen europäischen Mitgliedstaaten Bulgarien, DDR, Polen, Sowjetunion, Tschechoslowakei und Ungarn. Als einziges Land des so genannten „Ostblocks“ widersetzt Rumänien sich diesem Beschluss.[12]
- Straßburg/Frankreich: Liechtenstein tritt als 21. Mitgliedstaat dem Europarat bei.[13]

### Freitag, 24. November 1978
- Hannover/Deutschland: Der niedersächsische Ministerpräsident Ernst Albrecht (CDU) verkündet öffentlich, dass sein Land 1.000 vietnamesische Bootsflüchtlinge aufnehmen werde. Die Entscheidung fiel im Familienkreis beim Betrachten von Fernsehbildern, auf denen 2.500 auf einem Schiff namens Hai Hong festsitzende Flüchtlinge zu sehen waren.[14]

### Montag, 27. November 1978
- Ziyaret/Türkei: Für Kurden in der Türkei wird in Ziyaret (kurdisch Fîs) gemäß nicht überprüfbarer Berichte die politisch links orientierte Arbeiterpartei Kurdistans (PKK) gegründet, die anstrebt, zur alleinigen Interessenvertreterin der Kurden zu werden. Initiator sei der türkisch-kurdische Sozialist Abdullah Öcalan. Andere Versionen zur Geschichte der Partei verweisen auf die Gründung selbiger zwischen 1974 und 1978, weitere Berichte datieren die Wahl des Namens PKK auf den April 1979.[15]

### Mittwoch, 29. November 1978
- Bonn/Deutschland: Vertreter der Bundesrepublik und der DDR unterzeichnen das Protokoll zur „Überprüfung, Erneuerung und Ergänzung der Markierung der zwischen der DDR und der BRD bestehenden Grenze, die Grenzdokumentation und die Regelung sonstiger mit dem Grenzverlauf im Zusammenhang stehender Probleme“. Für die Streckenabschnitte, auf denen die Flüsse Elbe und weiter südlich Warme Bode die Grenze bilden, soll weiterhin nach einer Lösung gesucht werden.[16][17]

### Donnerstag, 30. November 1978
- London/Vereinigtes Königreich: Die auflagenstarke Tageszeitung The Times erscheint heute nicht und wird auch in absehbarer Zeit nicht erscheinen. Das Management der Publikation zog es vor, das Drucken derselben einzustellen, anstatt die Forderungen der Gewerkschaften der Drucker zu erfüllen.[18]